# Pentti Karvonen
Pour les articles homonymes, voir Karvonen.
Pentti Kalevi Karvonen, né le 15 août 1931 à Koivisto et mort le 12 mars 2022 à Porvoo, est un athlète finlandais, spécialiste des courses de fond.
Le 1er juillet 1955, à Helsinki, Pentti Karvonen établit un nouveau record du monde du 3 000 mètres steeple dans le temps de 8 min 47 s 8, améliorant de près de deux secondes l'ancienne meilleure marque mondiale du Hongrois Sándor Rozsnyói. Deux semaines plus tard, lors des Bislett Games d'Oslo, le Finlandais porte le record mondial à 8 min 45 s 4.